# 傑尼瓦醫學院
傑尼瓦醫學院（英語：Geneva Medical College）是指在1834年9月15日，在美國紐約州傑尼瓦市成立的醫學教育機構。傑尼瓦醫學院最初是傑尼瓦學院（現稱為霍巴特和威廉史密斯学院）的獨立學院。1871年，該醫學院轉移至紐約州雪城的雪城大學。一直到1950 年，紐約州立大學在雪城增設醫療中心。其後，基於紐約州州長湯瑪斯·杜威提出的紐約上州願景，紐約州立大學整併學城大學醫學院，並長期被稱為「紐約州立大學北部醫學中心」。
1986年，紐約州立大學北部醫學中心更名為「紐約州立大學雪城健康科學中心」。到了1999年，該機構再度改制成為紐約州立大學上州醫科大學。2021年12月22日，為了表彰艾倫和瑪琳諾頓捐贈2,500萬美元的遺產，該醫學院更名為紐約州立大學上州艾倫和瑪琳諾頓醫學院。

## 外部連結
- Our History: College of Graduate Studies: SUNY Upstate Medical University （页面存档备份，存于）
- Geneva Medical College at the NY Heritage Project （页面存档备份，存于）
- Council of Independent Colleges, Historic Campus Architecture Project, 2006 （页面存档备份，存于）
- Cases on the general principles of the law of private corporations – The Medical Institution of Geneva College v. Patterson in 1845. Indianapolis – Bowen-Merrill Co. 1902. （页面存档备份，存于）